# Секей, Эдмонд Бордо
Эдмонд Бордо Секей (венг. Edmond Bordeaux Székely, в русских источниках часто ошибочно Шекли; 1905—1979) — венгерский учёный и философ, изучавший естественный образ жизни.

## Жизнь
Родился под именем Эдён Секей (венг. Székely Ödön) в Мараморош-Сигете (ныне Сигету-Мармацией) в комитате Мармарош. Мать Эдмонда была француженкой и католичкой, отец же, местный землевладелец, был венгром и унитаристом (дед был унитарианским епископом и поэтом).
Разные биографы по-разному рассказывают о том, где он получил образование. Одни говорят, что степень доктора философии он получил в Парижском университете или в Институте Пастера, тогда как остальные степени он получил в Венском и Лейпцигских университетах. Так же он занимал должность профессора философии и экспериментальной психологии в университете Бабеша — Бойяи (the Babeş-Bolyai University) в городе Клуж-Напока и был специалистом по санскриту, арамейскому, греческому, латинскому и некоторым современным языкам.
В 1923 году, во время учёбы в Ватикане, Секей утверждал, что им было переведено несколько малоизвестных текстов, написанных на арамейском, которые доказывали, что ессеи были вегетарианцами, и что вегетарианство было предписано людям Иисусом Христом.
В 1928 году Секей и нобелевский лауреат Ромен Роллан основали Международное биогеническое сообщество, чтобы распространять и расширять свои исследования. Секей очень много путешествовал — Таити, Африка, Карпаты, Франция, Восточная Европа — и остепенился только после женитьбы. В 1939 году он женился на Деборе Шейнман (Deborah Shainman), уроженке Бруклина. Её мать была последним вице-президентом Нью-Йоркского Общества вегетарианцев. В 1940 году пара основала лагерь в штате Баха-Калифорния, который они назвали «Ранчо ла Пуэрта» (Rancho la Puerta). В этом лагере они могли исследовать и тестировать свои идеи. У них было двое детей, Алекс и Ливия; между тем Эдмонд продолжал читать лекции, путешествовать, преподавать, руководить семинарами в США и других странах и писать.
В семидесятых Эдмонд и Дебора развелись и Эдмонд покинул ранчо. Эдмонд женился на Норме Нильсон (Norma Nilsson), своей ассистентке и сконцентрировался на написании книг и преподавании. Он умер в 1979 году.
Дебора продолжает управлять ранчо и сейчас (2006 год). В период с 1984 по 1990 год она управляла Внутренней Американской организацией, которая работала с бедным населением Латинской Америки и стран Карибского бассейна. Также она была креативным директором международной сети отелей Виндхем (Wyndham Hotels International).
Норма Нильсон Секей руководит Международным биогеническим обществом.

## Кредо Международного биогенического общества
Мы верим, что самое ценное, что у нас есть — это жизнь.

Мы верим, что мы должны направить все силы жизни на борьбу с силами смерти.

Мы верим, что совместное понимание ведёт к совместному действию; совместное действие ведёт к Миру и этот Мир — единственный шанс человечества на выживание.

Мы верим, что нам следует сохранять, вместо того чтобы тратить природные ресурсы, которые являются наследством наших детей.

Мы верим, что мы должны избегать загрязнения воздуха, воды и почвы, основных условий жизни.

Мы верим, что мы должны сохранять растения: смиренные травы, которые появились 50 миллионов лет назад, и величественные деревья, появившиеся 20 миллионов лет назад, чтобы подготовить нашу планету к появлению человека.

Мы верим, что мы должны есть только свежие, натуральные, чистые, цельные продукты, без химикатов и искусственного приготовления.

Мы верим, что мы должны жить простой, естественной, творческой жизнью, используя все источники энергии, гармонии и знаний, которые внутри и вокруг нас.

Мы верим, что улучшение жизни и человечества на нашей планете должно начинаться с усилий каждого человека, потому что целое зависит от частей, которые его составляют.

## Биогенический образ жизни
Секей разделил продукты питания на 4 категории, в зависимости от их качества и влияния на здоровье.

- Биогенические: обновляющие жизнь — пророщенные зерна, ростки зелени.
- Биоактивные: поддерживающие жизнь — свежие овощи и фрукты.
- Биостатические: замедляющие жизнь — приготовленная, несвежая пища.
- Биоцидные: разрушающие жизнь — модифицированные, облучённые продукты.

Биогенический образ жизни так же включает в себя медитации, простую жизнь и уважение к Планете и всем формам жизни.

## «Ранчо ла Пуэрта»
В 1940 году Эдмонд и Дебора открыли лагерь под названием «Ранчо ла Пуэрта» в штате Баха-Калифорния. На территории лагеря был один кирпичный домик, и Секей посадили сад, купили коз и начали производить сыр. Так же они приглашали людей со схожим мировоззрением посетить их ранчо за 17.50$ в неделю. Гости (которые рубили дрова, доили коз и привозили с собой свои палатки) слушали лекции Секея о том, как добиться хорошего здоровья, долгой жизни и взаимозависимости разума, духа и тела. Секей рассказывал о вреде гербицидов, пестицидов, искусственных удобрений, использование которых расширяется в производстве продуктов питания, о вреде сигарет. Он акцентировал внимание на угрозе загрязнения и необходимости чистого воздуха и чистой воды, советах для безопасного загара и опасности холестерина и жира в диете американцев.
Когда курорт расширился в начале 1950-х годов и начал принимать гостей круглый год, он начал привлекать гостей, целью которых было снизить вес. Их привлекала вегетарианская диета. Эдмонд и Дебора начали приглашать специалистов по йоге и другим практикам, включая и фитнес в свои предложения. Одной из известных жительниц Ранчо была Айя Кхема, которая приехала сюда после развода с маленьким сыном и нашла себе здесь второго мужа. В будущем эта женщина стала известной буддийской учительницей, автором нескольких десятков книг.
На сегодняшний день площадь ранчо — 3000 акров (12 км²). Это целостный оздоровительный экологический курорт. Персонал курорта насчитывает около 400 человек. Им владеет и управляет семья Секей. Ранчо находится на склоне горы Кучумаа (Kuchumaa). Курорт включает в себя, кроме всего прочего, копию лабиринта Шартрского собора в натуральную величину, 32 акра (130 м²) садов, 5 акров огородов с овощами и травами, 87 комнат, 11 спортзалов, библиотеку, коллекцию предметов искусства Секей — скульптуры, картины и другие работы преимущественно мексиканских и южноамериканских художников.

## Евангелие мира от ессеев
Во время учёбы в Ватикане в 1923 году Секей утверждал, что перевёл c иврита и арамейского несколько неизвестных текстов, которые якобы доказывали, что ессеи были сыроедами и что сыроедение было предписано Иисусом.
Секей утверждал, что нашёл арамейский перевод «Евангелия мира от ессеев» и «Книги откровений ессеев» в библиотеке Ватикана, и что оригинал «Евангелия мира от ессеев» на иврите был найден им в скриптории бенедиктинского монастыря Монтекассино.
В то время как заявленные переводы так называемых «текстов ессеев» привлекли к себе внимание последователей различных вероисповеданий, оригинальные манускрипты так и не были найдены, из-за чего некоторые современные исследователи религий считают их фальсификацией.
Автор Кейт Акерс считает, что представления о здоровом образе жизни наподобие сыроедения и очищения посредством клизмы больше соответствуют вегетарианским и натуропатическим причудам начала двадцатого века, чем исторически зафиксированным практикам.
Когда теолог Лундского университета Пер Бесков расследовал притязания Секея в «Странных сказках о Христе», как Ватикан, так и Национальная библиотека Вены опровергли существование исходного манускрипта. Представители Ватикана также отрицают, что Секей был допущен в архивы Ватикана в 1923 г. Третий заявленный источник манускрипта, библиотека в Монтекассино, была разрушена во время Второй мировой войны.
Некоторые критики указывают на тот факт, что после публикации перевода на французском Секей впервые опубликовал его на английском под названием «Евангелие мира Иисуса Христа от апостола Иоанна». После открытия Свитков Мёртвого моря в 1940-х год, на фоне значительного интереса общественности к ессеям, Секей переиздал обновлённую версию как «Евангелие ессеев от Иоанна». Свитки, которые появились на титульной странице в более поздних изданиях, на самом деле являются не манускриптами, переведёнными Секеем, а инвертированным изображением Кумранских рукописей из книги профессора Миллара Борроуз «Свитки Мёртвого моря», напечатанной в 1958 г.